# Polycardia phyllanthoides
Polycardia phyllanthoides är en benvedsväxtart som först beskrevs av Jean-Baptiste Lamarck, och fick sitt nu gällande namn av Dc. Polycardia phyllanthoides ingår i släktet Polycardia och familjen Celastraceae. Inga underarter finns listade.